# الحمرة (أفلح اليمن)

تعديل مصدري - تعديل

الحمرة هي إحدى قرى عزلة بني يوس بمديرية أفلح اليمن التابعة لمحافظة حجة، بلغ تعداد سكانها 91 نسمة حسب تعداد اليمن لعام 2004.